# فرانك ويلسون (لاعب اتحاد الرغبي)
فرانك ويلسون (بالإنجليزية: Frank Wilson)‏ هو لاعب اتحاد الرغبي نيوزيلندي، ولد في 28 مايو 1885 في أوكلاند في نيوزيلندا، وتوفي في 19 سبتمبر 1916 في سوم في فرنسا.